# Ксерус
Ксерус, або африканський ховрах (лат. Xerus) — рід ссавців з родини вивіркові (Sciuridae).

## Назва
Назва ксерус означає «сухолюбний». Цих ховрахів нерідко невиправдано називають «африканською земляною вивіркою», що є калькою з англійського African ground squirrel (англ. ground squirrel означає «ховрах»).

## Опис
Мешкає в Південній Африці в неглибоких норах. Хутро у ксерусів рідке і жорстке, без підшерстку. Довжина тіла 22—26 см. Довжина хвоста 20—25 см.

## Спосіб життя
Живляться насінням і плодами рослин, їстівними кореневищами і цибулинами. Можуть помітно шкодити посівам арахісу і солодкої картоплі. Також живляться різними комахами, дрібними плазунами, яйцями птахів. Є відомості, що у ксерусів температура тіла у сплячці може знижуватися до −10 °C, однак ці дані викликають сумнів у більшості дослідників, оскільки добре відомо, що вивірки не схильні впадати у зимову сплячку.

## Класифікація
Рід включає чотири види.
- рід: Xerus
  - підрід: Euxerus
    - Ксерус смугастий Xerus erythropus

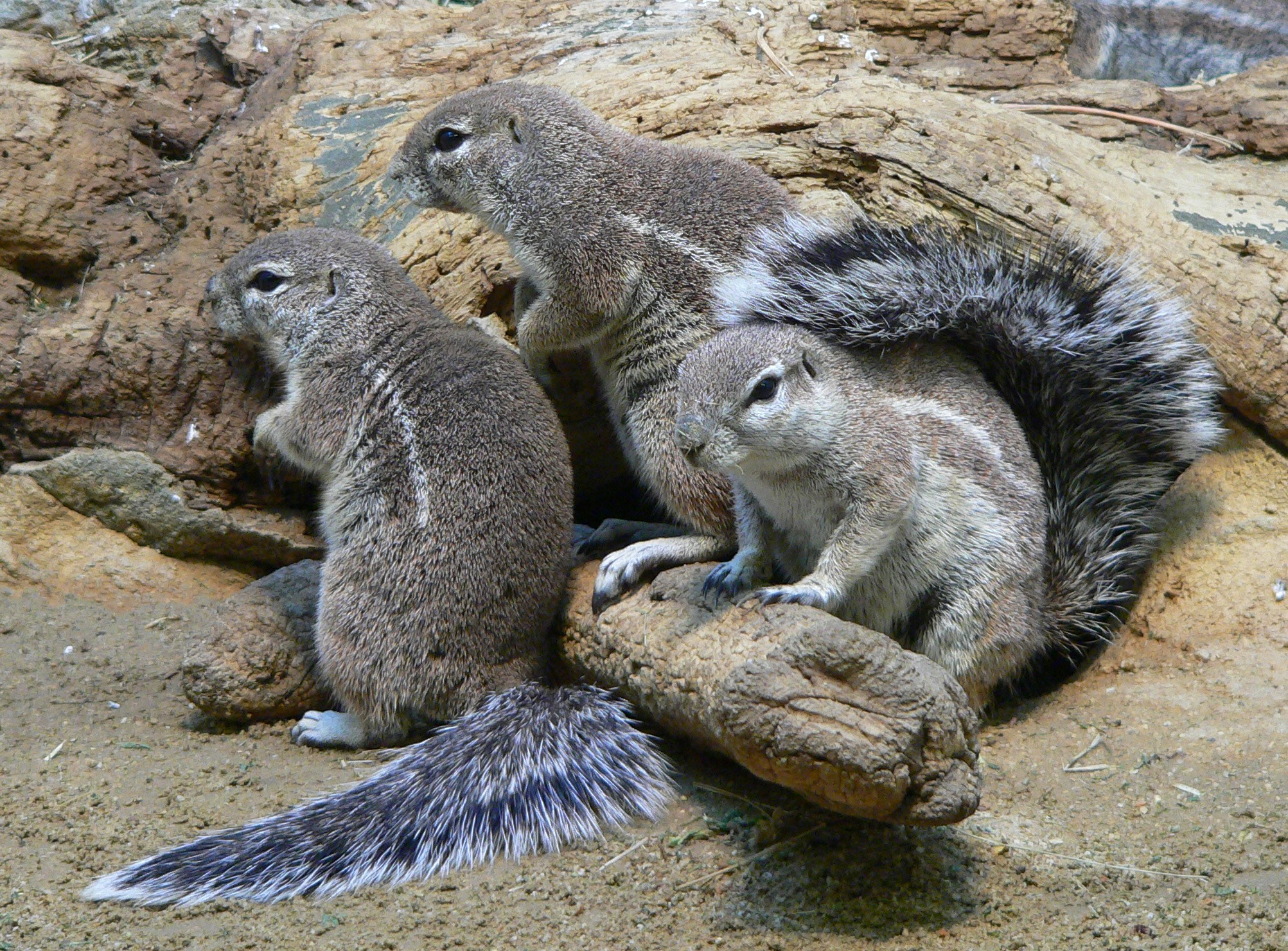
Ксерус мисовий (Xerus inauris)

  - підрід: Geosciurus
    - Xerus inauris
    - Xerus princeps

  - підрід: Xerus
    - Xerus rutilus